# Scuola cattedrale di Oslo

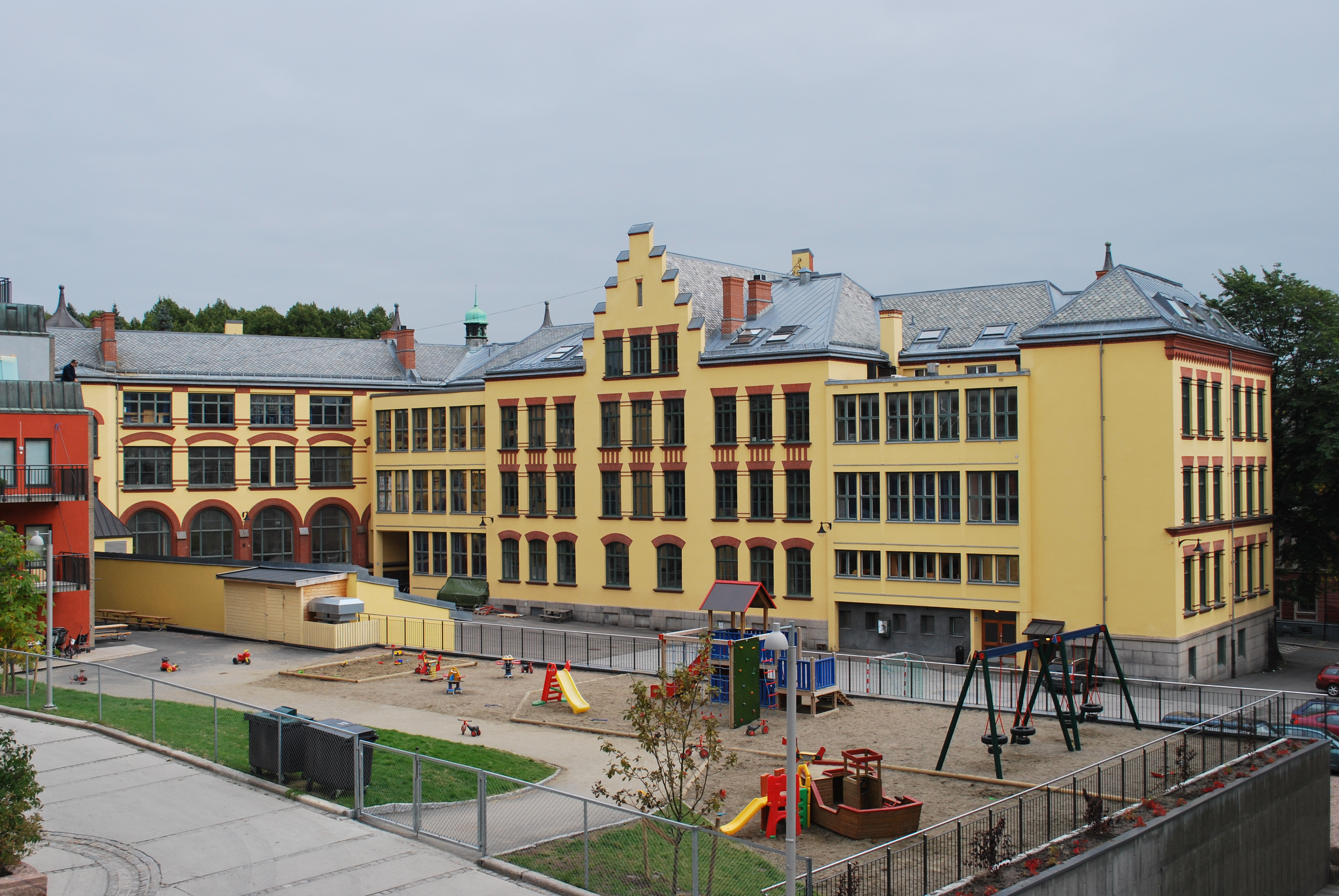
Edificio attuale della scuola

La scuola cattedrale di Oslo (in lingua norvegese Oslo katedralskole, più comunemente Katta) è una scuola superiore situata a Oslo, la capitale della Norvegia. La scuola offre il « studiespesialisering » (letteralmente specializzazione degli studenti). La scuola cattedrale di Oslo è una delle tre scuole norvegesi in funzione dal Medioevo. Ha celebrato gli 850 anni di anniversario nel 2003.
Il motto della scuola-cattedrale è la frase latina « Non scholae, sed vitae discimus » (« Noi non impariamo per la fama della scuola, ma per la fama della vita »), in contrasto al motto precedente: « Non vitae, sed scholae discimus » (« Noi non impariamo per la fama della vita, ma per la fama della scuola »).